# Большой зимний скат
Большой зимний скат, большой скат, или зимний скат (лат. Leucoraja ocellata) — вид хрящевых рыб семейства ромбовых скатов отряда скатообразных. Обитают в умеренных водах центрально-западной и юго-западной Атлантики между 51° и 34° с. ш. и между 79° и 55° з. д. Встречаются на глубине до 317 м. Их крупные, уплощённые грудные плавники образуют диск в виде ромба. Максимальная зарегистрированная длина 110 см. Откладывают яйца. Представляют незначительный интерес для коммерческого промысла.

## Таксономия
Впервые вид был научно описан в 1815 году как Raja ocellata. Видовое название происходит от словалат. ocellus — «глазок». Leucoraja erinacea и Leucoraja ocellata являются симпатрическими видами, неполовозрелых скатов часто путают, с возрастом появляются различия.

## Ареал
Эти демерсальные океанодромные скаты обитают у берегов Канады (Новая Шотландия, Лабрадор, Ньюфаундленд, Квебек) и США (Коннектикут, Делавэр, Мэн, Мэриленд, Массачусетс, Нью-Гэмпшир, Нью-Джерси, Северная Каролина). Предпочитают песчаное и гравелистое дно. Встречаются на глубине до 317 м, наиболее многочисленны в дипапзоне до 150 м. Температура в среде обитания 1,2—19 °C. . 

## Описание
Широкие и плоские грудные плавники этих скатов образуют округлый ромбический диск с притуплённым рылом с центральным кончиком. На вентральной стороне диска расположены 5 жаберных щелей, ноздри и рот. На тонком хвосте имеются латеральные складки. 2 спинных плавника и хвостовой плавник редуцированы. Дорсальная поверхность диска покрыта многочисленными мелкими тёмными пятнышками. Ка каждом грудном плавнике имеется по 1—4 отметин в виде глазков с тёмно-коричневым центром и бледными краями. У молодых скатов вдоль позвоночника по диску и хвосту пролегает ряд крупных шипов. На верхней челюсти 72 зуба.  Вентральная поверхность белая с бледно-коричневыми отметинами неправильной формы. Максимальная зарегистрированная длина 110 см.

## Биология
Эти скаты ведут ночной образ жизни, проводя день неподвижно на дне под слоем осадков. Рацион состоит в ракообразных и рыб. Большие зимние скаты откладывают яйца, заключённые в жёсткую роговую капсулу с выростами на концах. Длина капсулы 5,5—9,9 см, ширина 3,5—5,3 см. На хвосте имеются органы, генерирующие слабое электрическое поле. Размножение круглый год, в заливе Мэн пик нереста приходится на летние месяцы. Самки откладывают 18—35 яиц ежегодно. Эти скаты становятся половозрелыми при длине 70—109 см. В южной части ареала самки достигают половой зрелости при длине 75 см. 
Большие зимние скаты могут стать добычей акулы, другие скаты и длинномордые тюлени. На них паразитируют моногенеи Empruthotrema raiae, цестоды Acanthobothrium coronatum, Anthobothrium cornucopia, Anthobothrium variabile и Echeneibothrium variabile, трематоды Otodistomum veliporum и Podocotyle atomonи нематоды Anisakis sp., Porrocaecum sp.и Pseudanisakis rotundata.

## Взаимодействие с человеком
Эти скаты представляют незначительный интерес для коммерческого промысла. Некоторую часть улова реализуют на местных рынках, но основная часть экспортируется в Европу и Азию. Этих скатов используют в качестве приманки в ловушках на омаров и угрей. Попадаются в качестве прилова в донные тралы. Страдают от перелова. Международный союз охраны природы присвоил виду охранный статус «Вымирающий».